# Зематал
Зематал (њем. Sehmatal) општина је у њемачкој савезној држави Саксонија. Једно је од 69 општинских средишта округа Ерцгебирге. Према процјени из 2010. у општини је живјело 7.202 становника. Посједује регионалну шифру (AGS) 14521560.

## Географски и демографски подаци
Зематал се налази у савезној држави Саксонија у округу Ерцгебирге. Општина се налази на надморској висини од 700–800 метара. Површина општине износи 44,4 km². У самом мјесту је, према процјени из 2010. године, живјело 7.202 становника. Просјечна густина становништва износи 162 становника/km².

## Међународна сарадња
| Мјесто | Држава | Врста сарадње | Од    |
| ------ | ------ | ------------- | ----- |
|        | САД    | партнерство   | 1992. |
| Извор  |        |               |       |